# Spargania miniata
Spargania miniata är en fjärilsart som beskrevs av W. Warren 1907. Spargania miniata ingår i släktet Spargania och familjen mätare. Inga underarter finns listade i Catalogue of Life.